# 12987 Racalmuto
12987 Racalmuto eller 1981 EF2 är en asteroid i huvudbältet som upptäcktes den 5 mars 1981 av den belgiske astronomen Henri Debehogne och den italienske astronomen Giovanni de Sanctis vid La Silla-observatoriet. Den är uppkallad efter den italienska staden Racalmuto på Sicilien.